# Garganta Wuxia
Su nombre es derivación de la montaña Wushan. Se inicia al Oeste desde el río Daning del distrito Wushan, y termina al Este en el muelle Guandu del distrito Badong. Tiene una extensión total de 45 km. Las montañas que bordean la garganta, son de una tonalidad verde intensa y aparentan ser biombos alzados. Durante todo el año suele tener como consecuencia la neblina que suele disiparse al mediodía. Inspiración del poema: "No hay agua más bonitas cuando se ha visto el mar y no habrá más nubes cuando no es de la Montaña Wushan" La garganta Wuxia se compone de un total de 12 cumbres:
1. Denglong
2. Shengquan
3. Chaoyun
4. Shennü
5. Songluan
6. Jixian
7. Jingtan
8. Qiyun
9. Feifeng
10. Shangsheng (conformando 3 cumbres)

## Zonas de interés

### Doce cumbres de la garganta Wuxia
Las cumbres tienen como material rocoso la caliza. Tienen una altura de más de 1000 m. Sus formas son variopintas, desde las que se pueden apreciar la figura del fénix en una de ella, hasta forma de biombo. Una leyenda ronda por esta zona, la cual cuenta que cada noche del día de Media Luna , un grupo de diosas organizan su encuentro. Por eso el nombre Jixian, que en español se traduce como "Encuentro de inmortales". Actualmente se pueden ver todas las cumbres debido al aumento del volumen del agua en esta garganta, pudiendo apreciar por completo las doce.

#### Cumbre Shennü
Esta es la más famosa de las doce debido a la columna de roca que se puede ver desde ella; esta columna tiene una posición apuntando hacia el cielo. Su nombre traducido significa "Diosa". En un principio se iba a permitir la navegación por la zona de esta cumbre, pero por motivos de seguridad se vio abocada a la restricción del pase de balsas y barcos.

### Las tres pequeñas gargantas en el río Daning
Este nombre se le da a las gargantas de Longmen, Bawu y Dicui, que se encuentran en el río Daning (mayor afluente del Yangtsé). Tiene una categorización de 5* en el rango nacional y tiene una dimensión de 50km de largo. La vegetación de esta zona está predominada por los bosques de bambú y en ciertas ocasiones se pueden oír simios. Hay altas cataratas en zonas tranquilas y corrientes en Zig zag. También se pueden encontrar enclaves históricos como son las tumbas colgantes y la Antigua ciudad Dachang que conserva su estado original en la actualidad.

### Las tres minigargantas

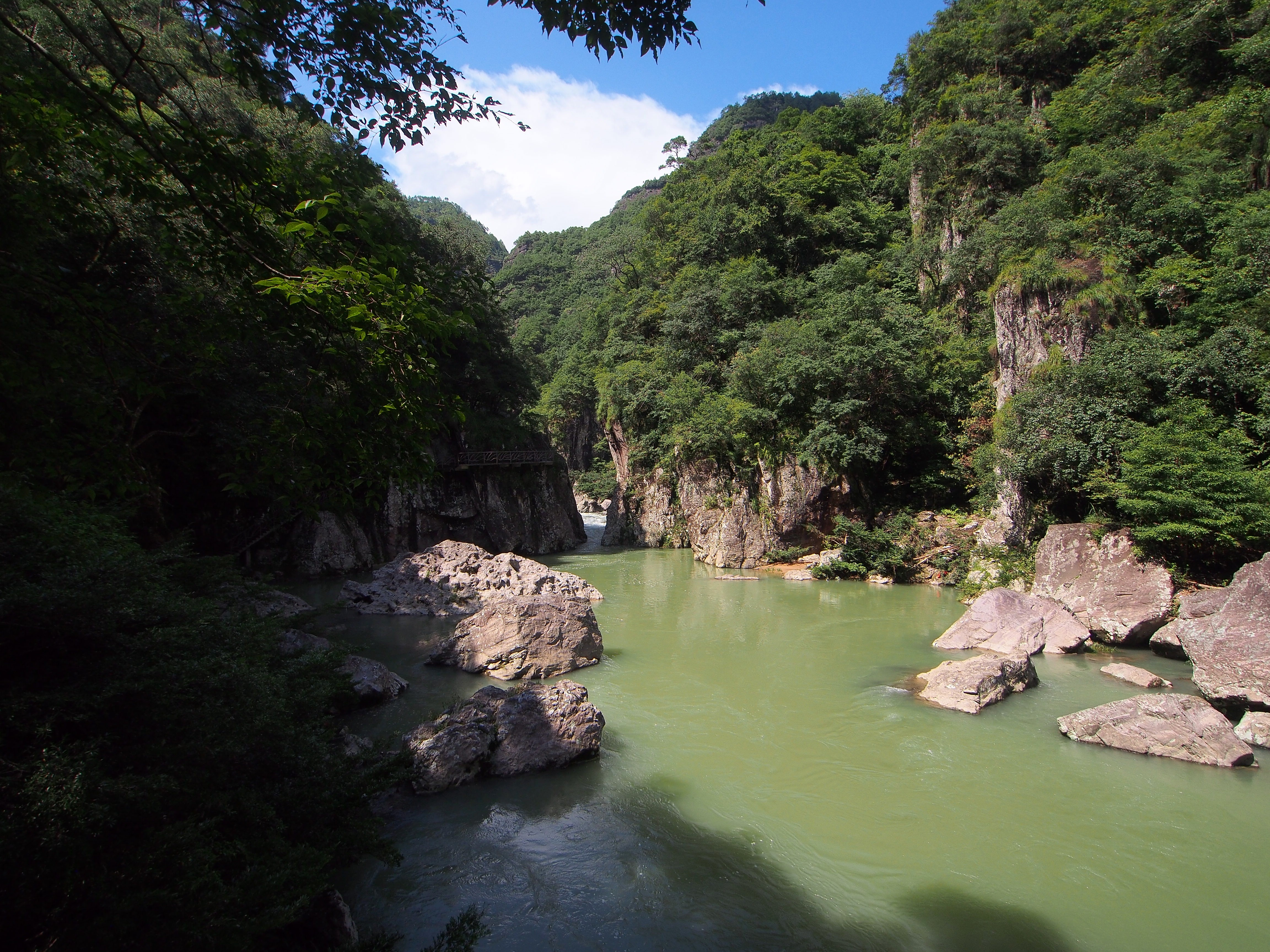
Pequeña garganta en Wuxia

Nombre colectivo de las gargantas Sancheng, Changtan y Qinwang. Disponen de un certificado de 5A en el ranking nacional y se ubica en el río Madu. Estas gargantas son más estrechas, pequeñas y escarpadas que las que encontramos en el río Daning. Esta zona es de paso transitado en barco, sobre todo el transporte más común para visitar la zona son las barcas realizadas con cañas de bambú.

### Cinco riachuelos de la garganta Wuxia
Es extraño ver rocas desnudas en esta zona, donde comúnmente podemos encontrar vegetación verde en cualquier época del año. La creciente subida del agua, permite que se pueda navegar en esta zona aun siendo pequeños ríos y riachuelos.

#### Riachuelo Shennü
Se localiza al pie del monte Shennü y transcurre entre la cumbre Feifeng y Qingshi. Su nombre proviene de la leyenda de las 7 diosas que se sumergieron en el agua. Su longitud tiene 15 km de largo de los cuales 10 se encuentran sumergidos en una garganta. Las altas montañas dan una sensación laberíntica, que parece no tener fin, si le sumamos la niebla y las plantas que se encuentran, se tiene una combinación paisajística perfecta. Esta zona tiene visitable las cuevas serenas.

### Riachuelo Shennong
También conocido como río Yandu. Yendo río arriba se pueden apreciar las gargantas de Longchang, Yingwu y Mianzhu. De aguas transparentes, su aire está libre de contaminación. Lo más llamativo es que se pueden escuchar en ocasiones la música creada por la etnia Tu. Se pueden apreciar los ataúdes que se usaban para las ceremonias de los Ba.